# Baby Blue
Baby Blue é o quarto álbum de estúdio da cantora e compositora mexicana Anahí, lançado em 26 de agosto de 2000 em seu país natal, pela Fonovisa Records. Logo depois, com a expansão da telenovela Primer Amor (2000), a Fonovisa lançou cópias do álbum no Brasil, Estados Unidos e Chile. Espalhou os hits: "Superenamorándome" e "Primer Amor". Suas músicas foram bem recebidas pela crítica mexicana, que chegou a comparar a voz de Anahí com a da cantora Thalía, mostrando altos agudos nas canções. O álbum inclui principalmente gêneros como pop e pop rock, dance e o pop latino, combinando estilos melódicos e harmoniosos.
Como parte da promoção do álbum, em maio de 2000, quatro singles foram lançados. O primeiro foi "Primer Amor", lançado em maio de 2000, foi usado na telenovela que o cantora atuou, Primer Amor, e em 8 de maio de 2001, a versão de remix do single foi lançada. O segundo single foi a canção "Superenamorándome" lançada em setembro de 2000. Em janeiro de 2001, "Desesperadamente Sola" é lançado como terceiro single do álbum, no mesmo mês, o single promocional "Tu Amor Cayó del Cielo" é lançado exclusivamente para a Disney Channel.

## Antecedentes e lançamento
O álbum foi produzido principalmente pelo produtor Estéfano, que trabalhou com artistas como Thalía, Paulina Rubio, Chayanne, Shakira, Jenny Rivera. As músicas incluídas no álbum foram compostas pelo próprio Estéfano, junto com Eduardo Paz y Jerónimo. Com este material, você pode ver uma grande mudança musical tanto no canto como na sua imagem. O disco contém 10 músicas e uma, como bônus, os vídeos dos singles "Primeiro Amor" e "Superenamorandome", bem como um cartão que lhe dá a oportunidade de pertencer ao Clube dos Blue Blue. Foi lançado em 17 de julho de 2000 no México, através de cassetes e CD, e em 26 de agosto de 2000 nos Estados Unidos, através de cassetes, e download digitais, a reedição do mesmo, é lançada com o mesmo nome. Em 6 de setembro de 2000 a apresentação do álbum foi feita no México. As fotografias do álbum foram tomadas por Adolfo Pérez Butrón. Na capa do álbum você pode ver Anahí com cabelo semi-coletado, uma maquiagem natural, vestindo calças pretas e uma camisa que mostra seu umbigo, cor azul. O cantora mantém atrás de cortinas azuis transparentes enquanto olha para a câmera. 
Nas capas dos singles usou as fotos da sessão de fotografias do disco, no single "Primeiro Amor", Anahí olha para a câmera com o lado do lado, os braços cruzados, usando cabelos soltos e uma camisa colorida azul. Na capa do single "Superenamorándome", é uma fotografia na qual o rosto da jovem é visto sozinho, enquanto ela tem uma mão apoiada em sua testa, podemos ver Anahí sorridente com maquiagem delicada e seus cabelos caídos. A fotografia usada no single "Desesperadamente Sola" e "Tu Amor Cayó del Cielo" é o mesmo que foi usado na capa de seus álbuns Antología (2005) e Una Rebelde En Solitario (2006), a diferença está nas letras usadas no logotipo.

## Promoção

### Apresentações ao vivo
Anahí começou a promoção do álbum com apresentações ao vivo de singles e músicas incluídas no álbum, no ano 2000 apresentou seu single "Primer Amor" e a música "Es el Amor" no programa mexicano Otro Rollo. Em setembro de 2000, Anahí cantou seu segundo single do álbum "Superenamorándome" programa estadunidense "Show de Cristina". Em dezembro de 2000, ela interpreta o tema "Es el Amor" no programa Hoy, conduzido por Laura Flores. Em março de 2001 ele interpreta a música "Superenamorándome" e "Tu Amor Cayó Del Cielo" no programa mexicano "Aquí Entre Dos" conduzido por Andrea Legarreta e Martha Carrillo. Em março de 2001 interpreta "Desesperadamente Sola" e "Superenamorándome" no programa El Espacio de Tatiana. Em março de 2001, ela cantou uma versão remix do single "Primer Amor" no programa Hoy. Em abril de 2001, Anahí interpreta "Primer Amor" no Programa Hoy realizado por Ernesto Laguardia e Andrea Legarreta. Em 14 de julho de 2001, a cantora se apresentou no show no Six Flags Amusement Park. Em 2002, Anahí fez sua primeira visita ao Equador e apresentou o single "Primer Amor" no programa A Todo Dar. Em 2003, Anahí aparece ao lado do elenco da novela Clase 406, premiada em Querétaro, onde ela toca seu single "Desesperadamente Sola". Em 2003, ele apresentou na Expo Feria de Reynosa, no México, incluindo em seu setlist suas músicas "Tranquilo Nene", "Como Cada Dia" e "Desesperadamente Sola".

## Recepção crítica
O disco Baby Blue recebeu críticas positivas de muitos revisores musicais. O portal Amazon classificou este como o melhor álbum de Anahí e afirmou que é obrigação de todo fã da cantora ter o disco.

## Relançamentos
O álbum Baby Blue foi reeditado e publicado posteriormente no México e em outros países da América Latina, como o Brasil. O primeiro relançamento do disco ocorreu em 26 de agosto de 2000, quando o álbum foi republicado no méxico sob o mesmo título pela gravadora Melody Internacional, filiada à Universal Music. A segunda reedição do álbum foi lançada em 8 de julho de 2006 no Brasil, pela Fonovisa, em parceria com a Universal Music Brasil, sob o título Una Rebelde en Solitario.

## Lista de faixas
O disco Baby Blue apresenta onze faixas em sua versão padrão, sendo a décima primeira música um remix da canção "Primer Amor". No relançamento do álbum, intitulado Una Rebelde en Solitario (2006), o álbum apresenta as mesmas faixas contidas no álbum, no entanto não contém o remix da canção "Primer Amor". A ordem das canções também é diferente da edição normal do disco.
| N.º            | Título                   | Compositor(es) | Duração |  |
| 1.             | "Es el Amor"             | Estéfano       | 4:28    |  |
| 2.             | "Como Cada Día"          | Javier Carrión | 4:03    |  |
| 3.             | "Tranquilo Nene"         | Carrión        | 3:59    |  |
| 4.             | "Superenamorándome"      | Carrión        | 5:06    |  |
| 5.             | "Primer Amor"            | Carrión        | 5:06    |  |
| 6.             | "Aquí Sigues Estando Tú" | Carrión        | 3:50    |  |
| 7.             | "Tu Amor Cayó del Cielo" | Carrión        | 3:09    |  |
| 8.             | "Volveras a Mi"          | Carrión        | 3:19    |  |
| 9.             | "Desesperadamente Sola"  | Carrión        | 3:29    |  |
| 10.            | "Sobredosis de Amor"     | Carrión        | 4:40    |  |
| 11.            | "Primer Amor (Remix)"    | Carrión        | 3:40    |  |
| Duração total: | Duração total:           | Duração total: | 41:53   |  |

## Créditos de elaboração
Lista-se abaixo os profissionais envolvidos na elaboração do disco Baby blue, segundo adaptação do encarte oficial do disco. As canções presentes no álbum foram gravadas e editadas no Midnight Blue Studios e masterizadas no The Kitchen Mastering.
| - Produção: Javier Carrión, Joel Numa, Estefano - Composição: Chris Rodriguez, F. Estefano Salgado - Design gráfico: Impressions Design Inc. | - Fotografia: Adolfo Pérez Butron - Maquiagem: Eduardo Arias - Vocais: Anahí |

## Histórico de lançamento
| País           | Data                 | Formato/Versão   | Gravadora     |
| -------------- | -------------------- | ---------------- | ------------- |
| México         | 17 de julho de 2000  | Fonovisa Records | CD            |
| México         | 17 de julho de 2000  | Fonovisa Records | Áudio cassete |
| Estados Unidos | 26 de agosto de 2000 | Fonovisa Records | CD            |
| Estados Unidos | 26 de agosto de 2000 | Fonovisa Records | Áudio Cassete |